# Ormgropen

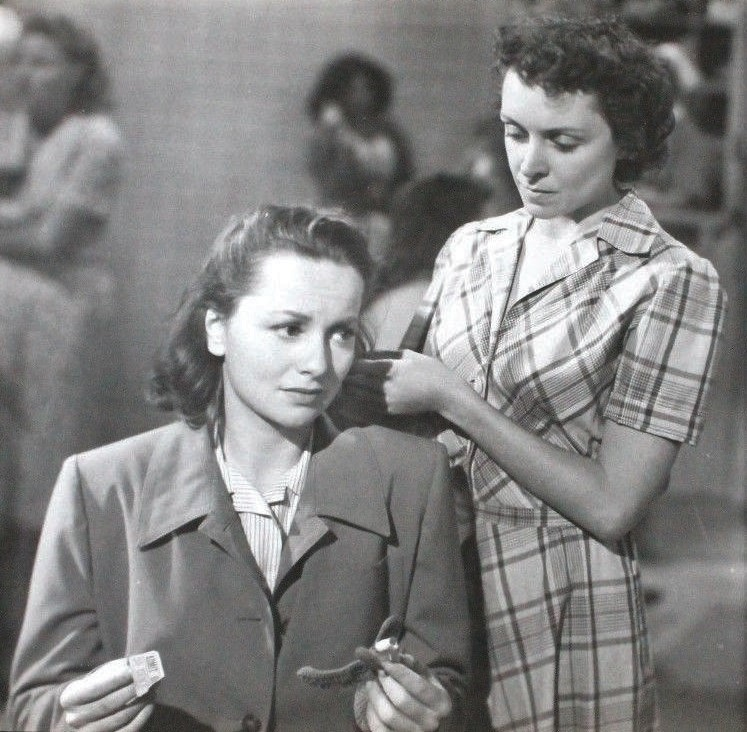
Olivia de Havilland (till vänster) i huvudrollen.

Ormgropen (originaltitel: The Snake Pit) är en amerikansk dramafilm från 1948 i regi av Anatole Litvak. Den bygger på en bok av Mary Jane Ward. Filmen vann en Oscar för bästa ljud, och var nominerad i ytterligare fem kategorier: bästa kvinnliga huvudroll (Olivia de Havilland), bästa regi, bästa musik, bästa manus och bästa film. En stor del av filmen spelades in på Camarillo State Mental Hospital i Kalifornien. Olivia de Havilland och manusförfattarna besökte ett flertal institutioner i undersökande syfte innan inspelningarna av filmen började.

## Handling
Virginia Cunningham (Olivia de Havilland) befinner sig på mentalsjukhus i ett schizofrent tillstånd och känner inte igen sin man Robert (Mark Stevens). I en tillbakablick får man se hur de två möts och snart gifter sig, och hur Virginia långsamt börjar bete sig märkligt. På sjukhuset får hon hjälp av Dr. Kik (Leo Genn). Virginia tillfrisknar långsamt, trots vissa återfall, bland annat orsakat av den elaka och svartsjuka sköterskan Davis (Helen Craig).

## Rollista
- Olivia de Havilland – Virginia Stuart Cunningham
- Mark Stevens – Robert Cunningham
- Leo Genn – Dr. Mark Kik
- Celeste Holm – Grace
- Glenn Langan – Dr. Terry
- Helen Craig – Davis, sköterska
- Leif Erickson – Gordon
- Beulah Bondi – Mrs. Greer
- Lee Patrick – en intagen på mentalsjukhuset
- Howard Freeman – Dr. Curtis
- Natalie Schafer – Mrs. Stuart
- Ruth Donnelly – Ruth
- Ann Doran – Valerie
- Betsy Blair – Hester